# Östergötlands runinskrifter 68
Runinskrift Ög 68 är en runsten som står i Ekeby kyrkas vapenhus i Ekeby socken, Boxholms kommun, Östergötland.

## Stenen
Stenen låg fram till 1860 på högkant med runsidan utåt i kyrkans södra port och senare stod den en tid i kyrkogårdens nordöstra hörn. Pehr Arvid Säve skrev 1862 att runorna var "till det mesta oläsliga, emedan de äro fyllda af det granithårda murbruket, hvari stenen legat."
Stenen var vid Säves undersökning också mycket vittrad. Den flyttades 1960 till sin nuvarande plats i vapenhuset för att den inte helt skulle vittra sönder. I samband med detta blev den undersökt och uppmålad. Den ornamentala stilen är en så kallad korsbandssten. 
Materialet är röd granit, höjden 170 cm, bredden 55 cm och tjockleken 35 cm och runhöjden 8–10 cm. Den från runor intressanta och översatta inskriften över en väring som dog på en resa västerut lyder enligt nedan: 

## Inskriften
Nusvenska: Svena gjorde denna bro efter Övind, sin broder. Han blev västerut död på Värings skepp.

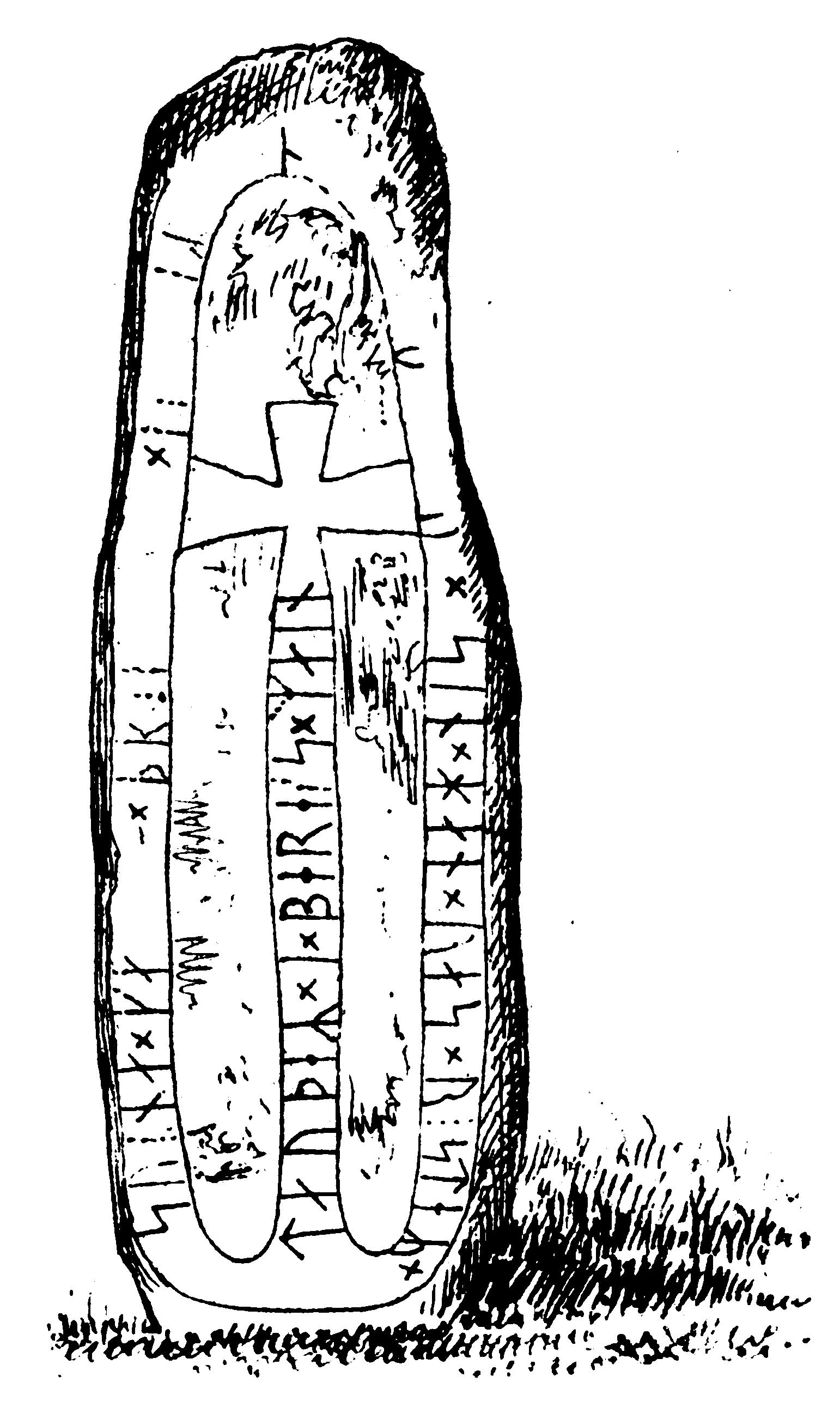
Teckning i Säves berättelse för 1861.